# 大滝貞一
大滝 貞一（おおたき ていいち、1935年9月3日 - 2016年7月23日）は、昭和・平成期の日本の歌人。

## 略歴
新潟県東頸城郡浦川原村（現上越市浦川原区）岩室出身。新潟県立安塚高等学校時代に短歌を始め、1958年東洋大学文学部国文科卒。大学在学中「大学歌人会」で活動。『花実』『古今』に参加し、福田栄一に師事。1971年、「騎の会」創設、「十月会」にも参加。
NHK関連の日本放送教育協会編集局に勤務後、1960年博報堂に入る。PR本部ディレクター、中国室室長、営業担当部長など歴任。『雲珠』を主宰。現代歌人協会理事、明海大学非常勤講師、四万十川秀歌百選選者も務めた。

## 著書
- 『同時の時間 大滝貞一歌集』短歌新聞社 古今歌集 1964
- 『花火咲き 歌集』短歌新聞社 古今歌集 1970
- 『彩月 大滝貞一歌集』短歌新聞社 古今歌集 1976
- 『雪螢 大滝貞一歌集』角川書店 古今歌集 1979
- 『白花幽 大滝貞一歌集』短歌新聞社 昭和歌人集成 1984
- 『恋の歌愛の歌 初心者のための短歌鑑賞』牧羊社 1985
- 『越のうた散歩 詩歌歳時記』新潟日報事業社出版部 1985
- 『大滝貞一集 現代短歌入門自解100歌選』牧羊社 1986
- 『枯野舟 大滝貞一歌集』雲珠短歌会 雲珠叢書 1987
- 『北京悲愁抄 歌集』砂子屋書房 雲珠叢書 1991
- 『大滝貞一 現代短歌集成』沖積舎 1995
- 『頸城野 歌集』不識書院 雲珠叢書 1995
- 『現代短歌の魅力』短歌新聞社 1997
- 『福田栄一秀歌』短歌新聞社 1997
- 『風祭 大滝貞一歌集』短歌新聞社 雲珠叢書 1998
- 『大滝貞一定本十歌集』沖積舎 2000
- 『渾元 大滝貞一歌集』雁書館 雲珠叢書 2002
- 『十色箋 大滝貞一歌集』沖積舎 2002
- 『越のうた散歩 詩歌歳時記』新潟日報事業社 とき選書 2004
- 『天然の霊気 大滝貞一歌集』短歌新聞社 新現代歌人叢書 2005

### 共編著
- 『愛の詩歌』大野雑草子共編 集英社文庫コバルトシリーズ 1982
- 『現代短歌歳時記』高橋幸子共編 博友社 1986
- 『短歌語法小事典』高橋幸子共編 博友社 1988
- 『新撰歌枕 現代短歌集成』全6巻 来嶋靖生共編 第一法規出版 1990
- 『四万十川秀歌百選』編著 高知新聞社 1997
- 『短歌青春 東洋大学現代学生百人一首批評集』神作光一共編 勉誠出版 勉誠新書 2001
- 『東洋大学の歌人』神作光一,高久茂,中根三枝子共編 勉誠出版 2005